# Championnat de Bulgarie de football 1944
Navigation
Saison précédente Saison suivante
La saison 1944 du Championnat de Bulgarie de football était la 20e édition du championnat de première division en Bulgarie. Elle déroule sous forme de coupe à, élimination directe en matchs aller et retour. Les équipes de Macédoine du Vardar, de Thrace occidentale et Macédoine grecque sont incorporées au championnat, du fait du passage de ces régions sous l'administration bulgare durant la Seconde Guerre mondiale.
L'édition 1944 ne connaît pas de vainqueur car la compétition est arrêtée avant les quarts de finale, à cause du contexte politique en Bulgarie.

## Compétition

### Premier tour
| Équipe 1                | Résultat | Équipe 2                         | Aller | Retour |
| ----------------------- | -------- | -------------------------------- | ----- | ------ |
| Shipchenski Sokol Varna | 2 - 0    | ZhSK Varna                       | 1 - 0 | 1 - 0  |
| ZhSK Plovdiv            | 5 - 3    | Botev Plovdiv                    | 3 - 1 | 2 - 2  |
| Orel-Chegan 30 Vratsa   | 6 - 7    | Knyaz Simeon Tarnovski Pavlikeni | 3 - 3 | 3 - 4  |
| Botev Yambol*           | 8 - 3    | ZhSK Stara Zagora                | 5 - 1 | 3 - 2  |
| Slavia Dupnitsa         | 8 - 6    | Makedonska slava Gorna Dzhumaya  | 4 - 2 | 4 - 4  |
| Levski Dobrich          | 5 - 1    | Vihar Silistra                   | 2 - 1 | 3 - 0  |
| Momchil yunak Kavala*   | 4 - 1    | Bulgaria Haskovo                 | 1 - 1 | 3 - 0  |
| PFK Levski Sofia        | 5 - 3    | PFC Slavia Sofia T               | 4 - 3 | 1 - 0  |
| Benkovski Sofia         | 10 - 2   | AS 23 Sofia                      | 3 - 1 | 7 - 1  |

* Les clubs de Botev Yambol et Momchil yunak Kavala déclarent forfait avant le deuxième tour et permettent au Bulgaria Haskovo et au ZhSK Stara Zagora d'être repêchés et de participer à la suite de la compétition.

### Deuxième tour
| Équipe 1            | Résultat | Équipe 2                | Aller | Retour  | Appui   |
| ------------------- | -------- | ----------------------- | ----- | ------- | ------- |
| Viktoria 23 Vidin   | 2 - 12   | PFK Levski Sofia        | 2 - 9 |         |         |
| Benkovski Sofia     | 9 - 0    | Slavia Dupnitsa         | 6 - 0 | 3 - 0   |         |
| SP 39 Pleven        | 5 - 3    | FC Etar Veliko Tarnovo  | 3 - 0 | 2 - 3   |         |
| FK Makedonia Skopje | Inconnu  | ZhSK Skopje             | 0 - 1 | Inconnu |         |
| ZhSK Plovdiv        | Inconnu  | Bulgaria Haskovo        | 4 - 3 | Inconnu |         |
| ZhSK Stara Zagora   | 0 - 5    | Levski Burgas           | 0 - 2 |         |         |
| Levski Dobrich      | 3 - 6    | Shipchenski Sokol Varna | 2 - 1 | 1 - 2   | forfait |
| Dobruzha Ruse       | 0 - 8    | Han Kubrat Popovo       | 0 - 5 |         |         |

### Quarts de finale
| Équipe 1                | Résultat | Équipe 2            |
| ----------------------- | -------- | ------------------- |
| Benkovski Sofia         | -        | Han Kubrat Popovo   |
| Shipchenski Sokol Varna | -        | PFK Levski Sofia    |
| Levski Burgas           | -        | Bulgaria Haskovo    |
| SP 39 Pleven            | -        | FK Makedonia Skopje |

## Bilan de la saison
| Championnat de Bulgarie de football 1944 |                  |
| Champion                                 | Aucun (Ne titre) |
| Coupes et trophées                       |                  |
| Vainqueur de la Coupe de Bulgarie 1944   | Non disputée     |
| Promotions et relégations                |                  |
| Promus en A PFL                          | Aucun            |
| Relégués en B PFL                        | Aucun            |